# Walter McLean
Walter Franklin McLean, PC (* 26. April 1936 in Leamington, Ontario) ist ein presbyterianischer Geistlicher und Politiker der progressiv-konservativen Partei Kanadas, der unter anderem zwischen 1979 und 1993 Mitglied des Unterhauses von Kanada sowie zeitweise Minister war.

## Leben
McLean absolvierte ein grundständiges Studium, das er mit einem Bachelor of Arts (B.A.) beendete. Ein postgraduales Studium der Theologie schloss er mit einem Master of Divinity (M.Div.) sowie mit einem Doctor of Divinity (D.D.) ab. Ein weiteres Studium der Rechtswissenschaften schloss er mit einem Doktor der Rechte (LL.D.) ab. Er war Kaplan des 404. Geschwaders der Royal Canadian Air Force und danach Unternehmensberater. 1976 begann er seine politische Laufbahn, als er Beigeordneter (Alderman) von Waterloo wurde und dieses Amt bis 1979 bekleidete.
Am 22. Mai 1979 wurde McLean als Kandidat der Progressiv-konservativen Partei Kanadas erstmals zum Mitglied des Unterhauses von Kanada gewählt und vertrat in diesem bis zum 24. Oktober 1993 den in Ontario gelegenen Wahlkreis Waterloo. Während seiner Parlamentszugehörigkeit war er Mitglied verschiedener Ständiger Ausschüsse sowie Vorsitzender von Unterausschüssen des Unterhauses und von April 1980 bis September 1981 erst Sprecher seiner Fraktion für den Status von Frauen, ehe er zwischen September 1981 und 1984 Fraktionssprecher für die Angelegenheiten des Staatssekretärs für Kanada war. Er war im 24. Kabinett von Premierminister Brian Mulroney vom 17. September 1984 bis zum 19. August 1985 Staatssekretär für Kanada. Danach fungierte er zwischen dem 20. August 1985 und dem 26. September 1986 als Staatsminister für Einwanderung.